# 尺骨附屬韌帶重建術
尺骨附屬韌帶重建術（英語：Ulnar Collateral Ligament Reconstruction），又稱Tommy John韌帶重建手術、TJ手術，此手術把受傷手肘尺骨的韌帶用身上其他部位的肌腱替換（通常是從病人的前臂、大腿後方、腳部）。1974年，Frank Jobe醫生在洛杉磯道奇投手Tommy John身上实施这项手术，并获得成功。Tommy John成為第1位成功進行這項手術的職業運動員，手術也因此得名。

## 概要
肘韌帶撕裂，簡稱為"dead arm injury"，是許多投手進行此手術的主要原因；有很多因素都造成肘韌帶撕裂，在投手身上最常見的是投得太大力或過度使用。除了棒球、壘球的投手，擲標槍等需使用手臂大力拋擲的運動員也會需要接受這種手術。
近年來接受手術後康復的機率約為85%到90%。1974年，Tommy John要手術時，醫師Frank Jobe估計康復機率為1%，Tommy John花了18個月復健，在1976年球季重回大聯盟，一直擔任投手直到1989年（45歲）。隨著技術的進步，現在這樣的手術只須要花1個小時；手術後的投手若要完整復健約要1年，其他守位的選手約要6個月。
有不少投手在受傷接受手術之後，投得比手術前更多更快；但這與手術本身無關，而是選手在術前的球速早已因為韌帶耗損而變慢，手術只是幫助他們回到應有的球速，反而是大量的復健訓練內容常常使他們又要再次手術。
在10到18歲的少棒、青少棒選手受傷接受手術的例子也漸漸增加，應該和球季拉長與投球數提高有關。

## 曾接受Tommy John韌帶重建手術的部份運動員

### 棒球
- 美國職棒大聯盟投手Tommy John（1974年）
- 美國職棒大聯盟投手A·J·布耐特
- 中華職棒味全龍隊投手黃平洋（1995年）
- 美國職棒大聯盟投手約翰·史摩茲（2000年）（他也是史上第一位動過此手術且進入名人堂的球員）
- 美國職棒大聯盟洛杉磯道奇隊投手郭泓志（2000年）
- 美國職棒大聯盟科羅拉多落磯隊投手曹錦輝（2001年）
- 中華職棒La new熊隊投手許志昌（2003年）
- 中華職棒兄弟象隊投手張士凱（2003年）
- 中華職棒中信鯨隊投手孟憲政（2003年）
- 中華職棒統一獅隊投手沈柏蒼（2004年）
- 韓國職棒起亞老虎隊投手林昌勇（2004年）
- 韓國職棒三星獅隊投手權奕（2005年）
- 中華職棒統一獅隊外野手郭岱琦（2006年）
- 美國職棒大聯盟巴爾的摩金鶯隊陳偉殷（2006年）
- 美國職棒大聯盟波士頓紅襪隊投手林旺億（2007年）
- 美國職棒大聯盟華盛頓國民隊投手史蒂芬·史特拉斯堡（2010年）
- 美國職棒大聯盟紐約洋基隊投手喬巴·張伯倫（2011年）
- 美國職棒大聯盟德州遊騎兵隊投手達比修有（2015年）
- 中華職棒中信兄弟投手黃恩賜（2017年）
- 美國職棒大聯盟洛杉磯天使隊投手/打者大谷翔平（2018年）
- 中華職棒中信兄弟外野手張志豪（2021年）
- 美國職棒大聯盟紐約洋基隊投手查德·格林（2022年）
- 美國職棒大聯盟多倫多藍鳥隊投手柳贤振（2022年）

### 田徑
- 2017年夏季世界大學生運動會田徑標槍冠軍鄭兆村（2021年）

## 外部連結
- 尺骨附屬韌帶重建術在台灣棒球維基館上的頁面（繁體中文）